# 艾格尔弗耶
艾格尔弗耶（法語：Aigrefeuille，法語發音：[ɛɡʁəfœj]）是法国上加龙省的一个市镇，属于图卢兹区。

## 地名
“Aigrefeuille”（艾格尔弗耶）为该地奥克语地名“Crefuèlha”的法语化，后者源自拉丁语“acrifolium”，意为“冬青”。

## 地理
艾格尔弗耶（43°34'4"N, 1°35'25"E）面积4.62 平方千米，位于法国奧克西塔尼大區上加龙省，该省份为法国西南部内陆省份，西南端与西班牙接壤，自此顺时针与上比利牛斯省、热尔省、塔恩-加龙省、塔恩省、奥德省和阿列日省接壤。
与艾格尔弗耶接壤的市镇（或旧市镇、城区）包括：德雷米勒-拉法日、洛泽尔维尔、坎特-丰瑟格里沃、圣富瓦代格尔弗耶。
艾格尔弗耶的时区为UTC+01:00、UTC+02:00（夏令时）。

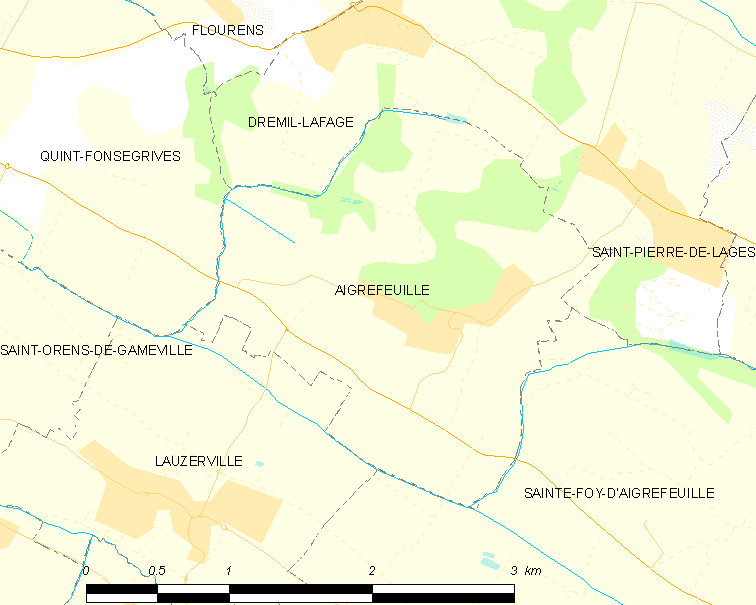
艾格尔弗耶的OSM定位图

## 行政
艾格尔弗耶的邮政编码为31280，INSEE市镇编码为31003。

## 政治
艾格尔弗耶所属的省级选区为埃斯卡尔康斯县。

## 人口

1962-2008年间艾格尔弗耶人口变化图示

艾格尔弗耶于2022年1月1日时的人口数量为1326人。